# Eric van Meir
Eric van Meir (Deurne, Bélgica, 28 de febrero de 1968) es un exfutbolista belga que se desempeñó como defensa y que militó en diversos clubes de Bélgica.

## Clubes
| Club             | País    | Año         |
| ---------------- | ------- | ----------- |
| K. Berchem Sport | Bélgica | 1985 - 1991 |
| Charleroi        | Bélgica | 1991 - 1996 |
| Lierse           | Bélgica | 1996 - 2001 |
| Standard Lieja   | Bélgica | 2001 - 2003 |

## Selección nacional
Ha sido internacional con la selección de fútbol de Bélgica; donde jugó 34 partidos internacionales y anotó solo 1 gol por dicho seleccionado. Incluso participó con su selección, en 3 copa mundiales. La primera copa del mundo en que Van Meir participó, fue en la edición de Estados Unidos 1994, donde su selección quedó eliminada en los octavos de final, a manos de su similar de Alemania; la segunda fue en Francia 1998, cuando su selección fue eliminada en la primera fase y la tercera fue en Corea del Sur-Japón 2002, cuando su selección quedó eliminada en los octavos de final, a manos de su similar de Brasil, equipo que a la postre, consiguió el título de esa edición, en forma invicta.